# ガザリ・シャフィ
トゥン・ムハンマド・ガザリ・シャフィ（マレー語: Muhammad Ghazali Shafie、1922年3月22日 - 2010年1月24日）は、マレーシアの政治家。外務大臣や自治大臣を務めた。
パハン州クアラ・リピスに生まれた。第二次世界大戦の日本軍によるマレーシア占領時はウェールズ大学やロンドン・スクール・オブ・エコノミクスで学んだ。その後、公務員勤めから政治家に転身。1973年から81年まで住宅・情報大臣を、84年まで外務大臣を務めた。外相として彼はASEAN外交でカンボジア紛争に重点を置き、「派手な政治家」とか「キング・ガズ」（King Ghaz）とか呼ばれた。
1982年、ガザリは自身が操縦する飛行機で墜落事故を起こした。これによりボディーガードと副操縦士は亡くなったものの、ガザリは一命を取り留めた。しかし、ガザリが亡くなったというような記事も『ニューヨーク・タイムズ』などで出された。後にガザリの検死を担当した検死官は非難を浴びた。
ガザリは大東亜戦争中に日本軍が創設した興亜訓練所で学んでいたことから、大東亜戦争についての理解が深く、日本から受け取った賠償金の使用方法について大変な心遣いをしており、ガザリは「日本人は気づいていなかったかも知れないが、（賠償の）受け手となった、かつて日本占領の犠牲者であった新興独立国の一部は、賠償が血償への支払いとして反日感情を招くことを回避するため、そして日本の賠償が一段と賞賛に値するものへと転換させたことで日本の手助けをした。マレーシアでは、賠償金を使って合弁の国際海運会社を始め、今日ではこの会社は繁栄し、日本とマレーシアの協力のシンボルとなっている」と語っており、1993年には江崎道朗のインタビューに対して「マレーシアが独立して間もない頃、マラッカ海峡を通るタンカーに通行税を取ろうという話が出たことがあったが、そうすると日本の貿易に打撃を与える ので、この話は立ち消えとなった。だが、こうした事実をどれだけの日本人が知っているのだろか」と、東南アジア諸国の好意が日本に全く伝わっていないことへの苛立ちを語っている。
政界引退後は企業や国際機関の役職を歴任した。2010年1月24日午後7時45分、ガザリはスバン・ジャヤの自宅で死去し、遺体はクアラルンプールのマスジッド・ネガラの墓地に埋葬された。妻のトー・プアン・カティジャー・アブドゥル・マジドとは2008年4月に先立たれていた。夫妻の二人の息子は2010年現在も生きている。